# Sky News Business Channel
Sky News Business Channel – australijska, informacyjno-biznesowa stacja telewizyjna, której właścicielem jest Australian News Channel Pty Ltd, należący do brytyjskiego przedsiębiorstwa British Sky Broadcasting (BSkyB). Kanał wystartował 7 stycznia 2008 roku. Nadaje w formacie 16:9 SDTV.
Stacja dostępna jest na platformach satelitarnych i sieciach kablowych: Foxtel, Austar oraz Optus Television.
Prezenterami w stacji są: Helen Dalley, Brooke Corte, Bridie Barry, Carson Scott, James Daggar-Nickson, Julia Wood, Lisa Creffield, Nadine Blayney, Kate Williams, Kylie Merritt, Ky Chow, Peter Switzer, Janine Perrett, Julia Lee, Margaret Lomas i Chris Gray.